# یوروپین اکسکیوتیو
یوروپین اکسکیوتیو (به انگلیسی: European Executive) یک شرکت هواپیمایی است که در تاریخ ۲۰۰۲ میلادی تأسیس شده است. دفتر مرکزی یوروپین اکسکیوتیو در برایتون، بریتانیا واقع شده‌است و قطب این شرکت هواپیمایی در فرودگاه شوهام قرار دارد و به ۴ مقصد، پرواز مستقیم انجام می‌دهد.